# Juhász (családnév)
A Juhász régi magyar családnév. Eredetileg foglalkozásnév volt, jelentése: juhpásztor. Hasonló családnevek: Ihász, Jonhos, Juhos, Pakulár. 2020-ban a 15. leggyakoribb családnév volt Magyarországon. 48 866 személy viselte ezt a vezetéknevet.

## Híres Juhász családok
- Juhász család (karánsebesi), erdélyi család[3]
- nemespanni vagy kislapási Juhász család
- Juhász család (péterfalvi), Ugocsa vármegyei család[3]

## Híres Juhász nevű személyek

### Képzőművészet
- Juhász Árpád (1863–1914) festő, iparművész
- Juhász Gyula (1876–1913) szobrász, éremművész

### Színművészet
- Juhász Illés (1968) színész
- Juhász Jácint (1943–1999) színész

### Zene
- Juhász Gábor (1968) jazzgitáros

### Politika
- Juhász Attila (1967) vajdasági magyar politikus
- Juhász Endre (1944) jogász, diplomata
- Juhász Gábor (1963) politikus, miniszter (MSZP)
- Juhász Péter (1954) villamosmérnök, polgármester, országgyűlési képviselő (KDNP)
- Juhász Péter (1971) vállalkozó, politikus (Együtt 2014)

### Sport
- Juhász Gábor (1960) súlyemelő
- Juhász Gusztáv (1911–2003) román válogatott labdarúgó
- Juhász István (1945) válogatott labdarúgó
- Juhász Katalin (1932) olimpiai bajnok vívó
- Juhász Péter (1948) válogatott labdarúgó
- Juhász Roland (1983) válogatott labdarúgó

### Tudomány
- Juhász Árpád (1935) geológus
- Juhász Gyula (1930–1993) történész
- Juhász István (1943) matematikus
- Juhász-Nagy Pál (1935–1993) Széchenyi-díjas biológus, ökológus, az MTA tagja